# San Pablo (estación)
San Pablo es una estación de combinación ferroviaria perteneciente a la red del Metro de Santiago, en la ciudad de Santiago, Chile. Se encuentra en subterráneo entre las estaciones Pudahuel y Lo Prado de la línea 5 y es antecedida por la estación Neptuno de la línea 1.
El 19 de octubre de 2019, en el marco de las protestas en Chile, la estación correspondiente a la línea 1 sufrió un incendio que la destruyó completamente, incluyendo un tren del modelo NS-2007 que se encontraba estacionado en los andenes. La estación correspondiente a la línea 5 fue reabierta el 30 de diciembre de 2019, mientras que la estación correspondiente a la línea 1 fue reabierta el 25 de julio de 2020.

## Características y entorno
Como estación terminal de la Línea 1 de la Red por el sector poniente, fue una de las estaciones iniciales del sistema, siendo inaugurada el 15 de septiembre de 1975. En enero de 2010 fue inaugurada la ampliación de la estación para poder hacer conexión con la Línea 5. La estación, actualmente cuenta con una superficie de 5200 m², los cuales se ubican bajo tierra (sector de Línea 5) y a ras de suelo (sector de Línea 1).
Hasta el año 2010, la estación presentaba un flujo moderado de pasajeros, ya que no existía ninguna atracción cercana más que pasajeros que iban desde ese sector hasta el centro de Santiago y viceversa. Sin embargo, con la puesta en marcha del plan Transantiago y la extensión de la Línea 5, el tráfico de pasajeros se ha multiplicado, especialmente en las horas punta, llevando incluso al colapso de la estación en varias ocasiones. La estación posee una afluencia diaria promedio de 34 803 pasajeros.
En la actualidad el sector se ha potenciado con varios locales comerciales, supermercados y pub discotheque.

### Accesos
| Acceso | Intersección                  |
| ------ | ----------------------------- |
| A      | Av. San Pablo con Av. Neptuno |
| B      | Av. Neptuno con Portales      |
| C      | Av. Neptuno con Reina Maud    |
| D      | Av. Neptuno con Waldo Taff    |

## MetroArte
San Pablo cuenta con uno de los dioramas realizados por Zerreitug para Metro en su interior.
Esta intervención retrata la inauguración del Ferrocarril de Yungay a Barrancas y Pudahuel, específicamente en la exestación Barrancas con uno de los trenes presente en la escena y los vecinos de la zona celebrando su llegada. Actualmente se encuentra en restauración luego de que la estación sufriera daños producto del estallido social en octubre de 2019.
También durante 2022 se inauguró otro proyecto de MetroArte en la estación: Trabajadores transportan trabajadores del artista Tomás Ives. Esta obra se encuentra dentro del túnel de combinación entre la línea 1 y 5 e interpreta la cooperación laboral con caballos y humanos trabajando en conjunto. Este proyecto contó con el apoyo del sindicato de trabajadores del Metro de Santiago.

## Origen etimológico
La estación se ubica a unos metros de la Avenida San Pablo, correspondiente al antiguo Camino a Valparaíso, de la cual toma su nombre. Esta avenida recuerda a Pablo de Tarso, uno de los principales apostóles del cristianismo y uno de sus fundadores. Durante algún tiempo en la época de construcción de la estación, se planteó utilizar el nombre de Violeta Parra, como homenaje a esta folclorista chilena fallecida en 1967 y el pictograma diseñado representaba a la icónica figura de una guitarrera hecho en cerámica negra de Quinchamalí; sin embargo tras el golpe de Estado de 1973, al momento de la inauguración de la Línea 1 del Metro la estación había retornado a su nombre original de «San Pablo».

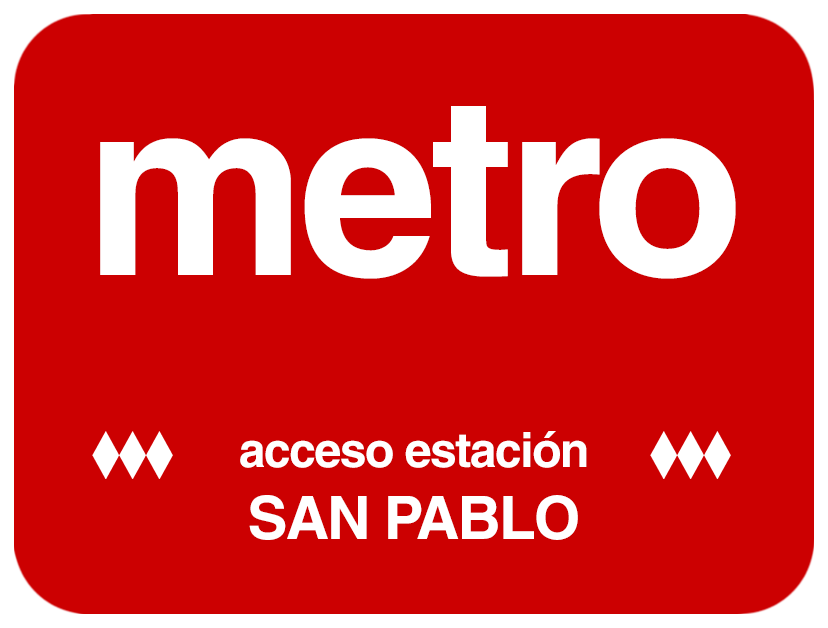
Letrero utilizado en los accesos a la estación hasta 1997.
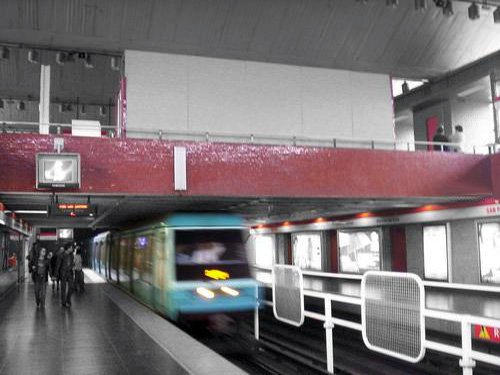
Andenes de la estación de la Línea 1.
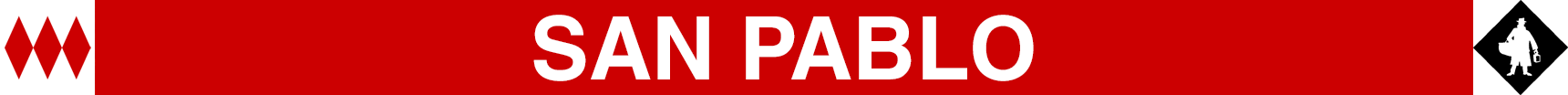
Cenefa antigua utilizada en los andenes.
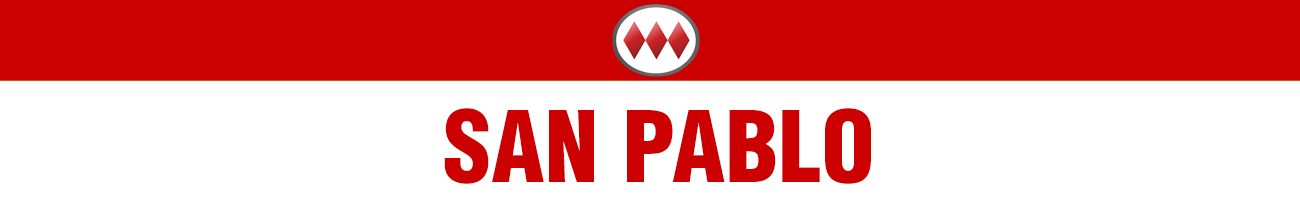
Cenefa utilizada actualmente en los andenes de la Línea 1.
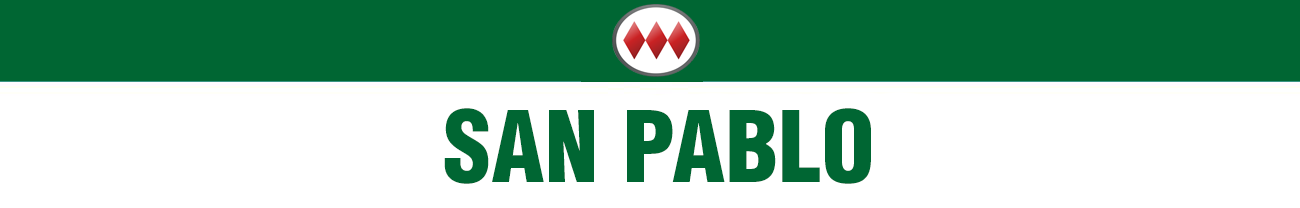
Cenefa utilizada actualmente en los andenes de la Línea 5.
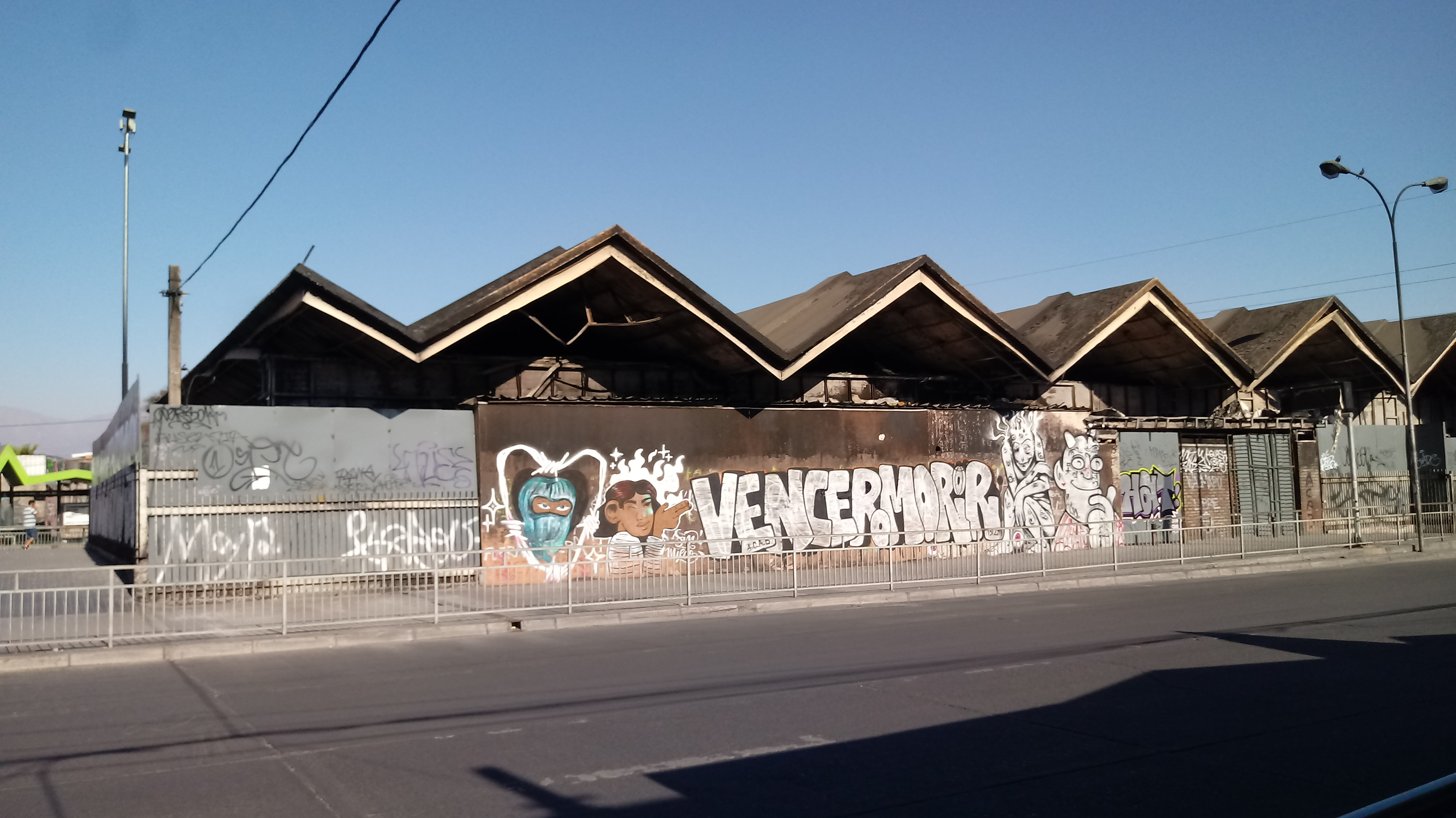
Estación quemada y clausurada, vista desde fuera.

## Conexión con Red Metropolitana de Movilidad
La estación posee 9 paraderos de la Red Metropolitana de Movilidad en sus alrededores (sin la existencia del paradero 3), los cuales corresponden a:
| Paradero/ Código                     | Recorridos |
| ------------------------------------ | --- |
| Parada 1 / Metro San Pablo (PJ956)   | J13 (El Montijo) - J13c (El Montijo) |
| Parada 2 / Metro San Pablo (PJ1552)  | 541n (Colón) - J01 (Pudahuel Sur) - J08 (Pudahuel Sur)                                                                                          |
| Parada 4 / Metro San Pablo (PJ1587)  | J18 (Enea) - J18c (El Tranque) |
| Parada 5 / Metro San Pablo (PJ184)   | 511 (Peñalolén) |
| Parada 6 / Metro San Pablo (PJ128)   | 402 (Centro) - 406 (Cantagallo) - 407 (Las Condes) - 422 (La Reina) - 422c (Fin del recorrido) - 426 (La Dehesa) - 486 (Fin del recorrido)      |
| Parada 7 / Metro San Pablo (PJ149)   | 402 (Pudahuel) - 406 (Pudahuel) - 407 (Enea) - 422 (Población Teniente Merino) - 422c (Población Teniente Merino) - 426 (Pudahuel) - 486 (Enea) |
| Parada 8 / Metro San Pablo (PJ1573)  | 412 (Enea) - 511 (Peñalolén) - 541n (Colón) - J08 (Pudahuel Sur)                                                                                |
| Parada 9 / Metro San Pablo (PJ618)   | J01c (Fin del recorrido) - J13 (Metro Estación Central) - J13c (Fin del recorrido) - J18 (Fin del recorrido) - J18c (Fin del recorrido)         |
| Parada 10 / Metro San Pablo (PJ1586) | 511 (Cerro Navia) - 541n (El Tranque) - J01 (Metro Quinta Normal) - J01c (Carrascal) - J08 (Lo Franco)                                          |